# Nicolae Soreanu
Nicolae Soreanu (n. 1873 – d. 1950) a fost un actor român. 

## Biografie
A studiat arta dramatică cu Constantin Nottara, Aristizza Romanescu și Ștefan Vellescu la Conservatorul din București. A absolvit Conservatorul cu monologul lui Harpagon din Avarul. Din 1896 a jucat la Teatrul Național din București. În timpul directoratului lui Ștefan Sileanu, în 1903, Nicolae Soreanu a fost înaintat societar clasa a III-a, Alexandru Davila l-a avansat, ulterior, societar clasa a II-a, distribuindu-l în roluri de comedie, dramă sau operetă (în rolul Cerceluș, în opereta comică Vagabonzii de Ziehrer Carl Michael, în regia lui Paul Gusty, regizorul care a contribuit la formarea sa ulterioară) iar în 1925, sub directoratul lui Pompiliu Eliade, a fost avansat societar clasa I. Soreanu a interpretat un repertoriu de roluri variat, de la comedia clasică la drama psihologică modernă, în piese de Molière, Ibsen, Bjørnson, H. Bernstein etc. Actor realist, Soreanu a avut realizări memorabile prin autenticitate și prin forța de particularizare. Din 1915 a fost profesor la Conservatorul din București, avându-i ca elevi pe: George Vraca, Nicolae Brancomir, Ion Finteșteanu, Jenica Athanasiu, Maria Botta, Alexandru Finți și mulți alții.
A decedat în 1950 și a fost înmormântat în Cimitirul Bellu.